# Keita Endō
Keita Endō (遠藤 渓太, Endō Keita) est un footballeur japonais né le 22 novembre 1997 à Asahi-ku (Yokohama). Il évolue au poste de Milieu offensif ou d'Ailier gauche avec le club du FC Tokyo.

## Biographie

### En équipe nationale
Avec les moins de 19 ans, il remporte le championnat d'Asie des moins de 19 ans en 2016, en battant l'Arabie saoudite en finale.
Il dispute ensuite avec les moins de 20 ans la Coupe du monde des moins de 20 ans en 2017. Lors de cette compétition organisée en Corée du Sud, il délivre une passe décisive face à l'Italie en phase de groupe. Le Japon s'incline en huitièmes de finale face au Venezuela.

## Palmarès
- Vainqueur du championnat d'Asie des moins de 19 ans en 2016 avec l'équipe du Japon des moins de 19 ans

## Statistiques détaillées
| Saison                | Club                       | Championnat           | Championnat | Championnat | Coupe nationale | Coupe nationale | Coupe de la Ligue | Coupe de la Ligue | Supercoupe | Supercoupe | Compétition(s) continentale(s) | Compétition(s) continentale(s) | Compétition(s) continentale(s) | Total | Total |
| Saison                | Club                       | Division              | M.          | B.          | M.              | B.              | M.                | B.                | M.         | B.         | Comp.                          | M.                             | B.                             | M.    | B.    |
| 2016                  | Yokohama F. Marinos        | J1 League             | 23          | 0           | 2               | 0               | 5                 | 0                 | 0          | 0          | -                              | -                              | -                              | 30    | 0     |
| 2017                  | Yokohama F. Marinos        | J1 League             | 14          | 2           | 6               | 1               | 4                 | 1                 | 0          | 0          | -                              | -                              | -                              | 24    | 4     |
| 2018                  | Yokohama F. Marinos        | J1 League             | 27          | 2           | 1               | 0               | 9                 | 0                 | 0          | 0          | -                              | -                              | -                              | 37    | 2     |
| 2019                  | Yokohama F. Marinos        | J1 League             | 33          | 7           | 3               | 0               | 6                 | 0                 | 0          | 0          | -                              | -                              | -                              | 42    | 7     |
| 2020                  | Yokohama F. Marinos        | J1 League             | 6           | 2           | 0               | 0               | -                 | -                 | 1          | 0          | AFC                            | 2                              | 1                              | 9     | 3     |
| Sous-total            | Sous-total                 | Sous-total            | 103         | 13          | 12              | 1               | 24                | 1                 | 1          | 0          | -                              | 2                              | 1                              | 142   | 16    |
| 2020-2021             | Union Berlin (prêt)        | Bundesiga             | 16          | 1           | 1               | 0               | -                 | -                 | 0          | 0          | -                              | -                              | -                              | 17    | 1     |
| 2021-2022             | Union Berlin               | Bundesiga             | 4           | 0           | 0               | 0               | -                 | -                 | 0          | 0          | C4                             | -                              | -                              | 4     | 0     |
| Sous-total            | Sous-total                 | Sous-total            | 20          | 1           | 1               | 0               | 0                 | 0                 | 0          | 0          | -                              | 0                              | 0                              | 21    | 1     |
| 2022-2023             | Eintracht Brunswick (prêt) | 2. Bundesliga         | 17          | 0           | 2               | 0               | -                 | -                 | -          | -          | -                              | -                              | -                              | 19    | 0     |
| 2023-2024             | Eintracht Brunswick (prêt) | 2. Bundesliga         | 5           | 0           | 1               | 0               | -                 | -                 | -          | -          | -                              | -                              | -                              | 6     | 0     |
| Sous-total            | Sous-total                 | Sous-total            | 22          | 0           | 3               | 0               | 0                 | 0                 | 0          | 0          | -                              | 0                              | 0                              | 25    | 0     |
| Total sur la carrière | Total sur la carrière      | Total sur la carrière | 145         | 14          | 16              | 1               | 24                | 1                 | 1          | 0          | -                              | 2                              | 1                              | 188   | 17    |